# Zimska univerzijada 1960.
I. Zimska univerzijada održana je u francuskom Chamonixu od 28. veljače do 6. ožujka 1960. godine. U pet sportova sudjelovalo je 145 natjecatelja iz 16 država. 
Univerzijadu je otvorio tadašnji francuski predsjednik Charles de Gaulle.